# گئورگی آسپاروخوف
گئورگی آسپاروخوف (بلغاری: Георги Рангелов Аспарухов؛ ۴ مهٔ ۱۹۴۳ – ۳۰ ژوئن ۱۹۷۱) یک بازیکن فوتبال اهل بلغارستان بود.
از باشگاه‌هایی که در آن بازی کرده‌است می‌توان به PFC Levski Sofia اشاره کرد.
وی همچنین در تیم ملی فوتبال بلغارستان بازی کرده‌است.